# Leptotyphlops humilis
Leptotyphlops humilis är en orm i familjen äkta blindormar som lever i västra USA och Mexiko. Ormen kan bli ända upp till 40 centimeter lång och är oftast bruna, rosa, lila eller beige med glittrande silverfärg. 